# Delia bipartitoides
Delia bipartitoides este o specie de muște din genul Delia, familia Anthomyiidae, descrisă de Verner Michelsen în anul 2007.
Este endemică în Sweden. Conform Catalogue of Life specia Delia bipartitoides nu are subspecii cunoscute.